# 게잡이쥐
게잡이쥐(Ichthyomys hydrobates)는 비단털쥐과에 속하는 준수생 설치류이다. 콜롬비아와 에콰도르, 베네수엘라에서 발견된다. 자연 서식지는 강과 습지이다.